# Erozja (stomatologia)
Erozja, nadżerka zębów (łac. erosio dentium) – utrata substancji zęba wskutek działania kwasów nie pochodzących od bakterii na jego powierzchnię. Kwasy demineralizują szkliwo i zębinę. Przy braku rekompensacji tego procesu (np. poprzez odpowiednio długie działanie śliny) dochodzi stopniowo do owej utraty substancji zęba.
Przyczyny działania takich kwasów na substancję zęba mogą zostać podzielone np. na egzogenne (pochodzące spoza danego organizmu) i endogenne (pochodzące z wewnątrz danego organizmu):
- przyczyny egzogenne: kwaśne napoje (np. soki owocowe, Cola), kwaśna żywność (np. owoce, jogurty, octy), lekarstwa (kwas askorbinowy, aspiryna) lub np. zawodowa ekspozycja na różne inne kwasy;
- przyczyny endogenne: kwas żołądkowy (trafiający do jamy ustnej np. wskutek refluksu, regurgitacji czy przewlekłego lub nawracającego wymiotowania. Ostatnie może występować m.in. przy alkoholizmie, anoreksji, bulimii, ciąży lub konsumpcji lekarstw o działaniu emetycznym lub np. przypadłości związane z produkcją śliny (jak np. obniżona jej ilość czy pojemność buforowa)[5][7].

Objawy erozji mogą obejmować utratę połysku szkliwa, zwiększoną nadwrażliwość na bodźce termiczne i chemiczne oraz zmiany w kształcie zębów. W zaawansowanych przypadkach może wystąpić odsłonięcie zębiny i zwiększone ryzyko uszkodzeń strukturalnych zęba.
Utrata substancji zęba powodowana erozją może być dodatkowo przyspieszona przez proces abrazji.
Utrata substancji zęba wskutek działania kwasów, które pochodzą od bakterii, nazywana jest próchnicą.